# Satoru Akahori
Satoru Akahori (あかほり さとる / 赤堀 悟, Akahori Satoru) est un scénariste japonais officiant principalement dans les mangas et animes, né le 8 mars 1965. Il est également le producteur de l'anime Happy Seven (en) (2005).

## Publications
Parmi ses œuvres, on notera :
- Samouraï Pizza Cats (1990-1991)
- Sorcerer Hunters (1995)
- Master of Mosquiton (1996-1998)
- Saber marionette (1996-1999)
- Chivas 1-2-3 (Sorcerer on the Rocks) (1999)
- Sakura Wars (2000)
- Rokumon Tengai Mon Kore Naito ou "Les chevaliers de l'outre monde" en VF (2000)
- Lime-iro Senkitan (2003)
- Sakura taisen (2003)
- Kashimashi ~girl meets girl~ (2004)